# Hans Jørgen Koch

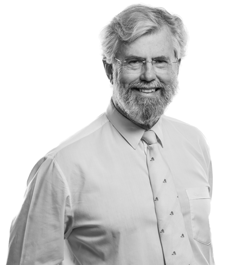
Hans Jørgen Koch

Hans Jørgen Koch là Thứ trưởng Bộ Năng lượng và Khí hậu Đan Mạch và là ủy viên Ban quản trị của Cơ quan Năng lượng quốc tế.
Hans Jørgen Koch cũng là Phó chủ tịch của "Hội nghị trù bị cuối cùng liên chính phủ" (intergovernmental Final Preparatory Conference) cho Cơ quan Năng lượng Tái tạo Quốc tế (International Renewable Energy Agency, viết tắt là IRENA) được tổ chức từ ngày 23–24 tháng 10 năm 2008 ở Madrid (Tây Ban Nha), và Hội nghị thành lập (founding Conference) được tổ chức ở Bonn (Đức) ngày 26.01.2009.  Ông cũng là ứng viên chức Tổng giám đốc "Cơ quan Năng lượng tái tạo quốc tế".